# إرنست فورستمان
إرنست فورستمان (بالألمانية: Ernst Förstemann) (و. 1822 – 1906 م) هو أمين مكتبة، وكاتب، وأمين الأرشيف، ومؤرخ ألماني، ولد في غدانسك، توفي في تشارلوتنبرغ، عن عمر يناهز 84 عاماً.